# Salles-de-Villefagnan
Pour les articles homonymes, voir Salles.
Salles-de-Villefagnan est une commune du Sud-Ouest de la France, située dans le département de la Charente (région Nouvelle-Aquitaine).

## Géographie

### Localisation et accès
Salles-de-Villefagnan est une commune du Nord Charente située à 9 km au sud-est de Villefagnan et 35 km au nord d'Angoulême.
Située à mi-chemin entre Mansle et Ruffec et 3 km à l'ouest de la N 10 entre Angoulême et Poitiers, Salles est aussi à 8 km au sud de Ruffec, 9 km au nord de Mansle, 14 km au nord-est d'Aigre.
La N 10 borde l'est de la commune. La D 27, route de Villefagnan à Chasseneuil, traverse la commune du nord-ouest au sud-est ainsi que le bourg, et rejoint la N 10 à l'échangeur des Maisons Rouges. La D 31 et la D 186 se croisent aussi au bourg.
La ligne Paris-Bordeaux traverse l'ouest de la commune qui y possédait une gare (la gare de Moussac), mais la gare la plus proche est maintenant celle de Ruffec, desservie par des TER et TGV à destination d'Angoulême, Poitiers, Paris et Bordeaux, ou celle de Luxé, desservie par des TER.

### Hameaux et lieux-dits
Le principal hameau de la commune est les Nègres, sur l'ancienne nationale 10 à l'est et en limite avec Verteuil. Dans ce même secteur sont situés les hameaux plus petits de Touchimbert, les Guillaud ; à l'ouest, on trouve la Gare, Nanclair, Robegerbe et Chaumont à l'est du bourg, etc..

### Communes limitrophes
|        | Courcôme              |                       |
| Charmé | Salles-de-Villefagnan | Verteuil-sur-Charente |
| Juillé | Lonnes                |                       |

### Géologie et relief
Géologiquement, la commune est dans le calcaire du Jurassique du Bassin aquitain, comme tout le Nord-Charente. Plus particulièrement, le Callovien occupe la moitié de la commune au nord-est du bourg, et l'Oxfordien la moitié sud-ouest. Le sol est un calcaire marno-argileux. Des grèzes ou groies du Quaternaire couvrent une zone au nord du bourg,,.
Le relief de la commune est celui d'un plateau légèrement relevé au nord et au sud, d'une altitude moyenne de 100 m. Le point culminant de la commune est à une altitude de 132 m, situé sur la limite nord. Le point le plus bas est à 69 m, situé en limite sud-ouest le long du Bief. Le bourg est à 100 m d'altitude.

### Hydrographie

#### Réseau hydrographique

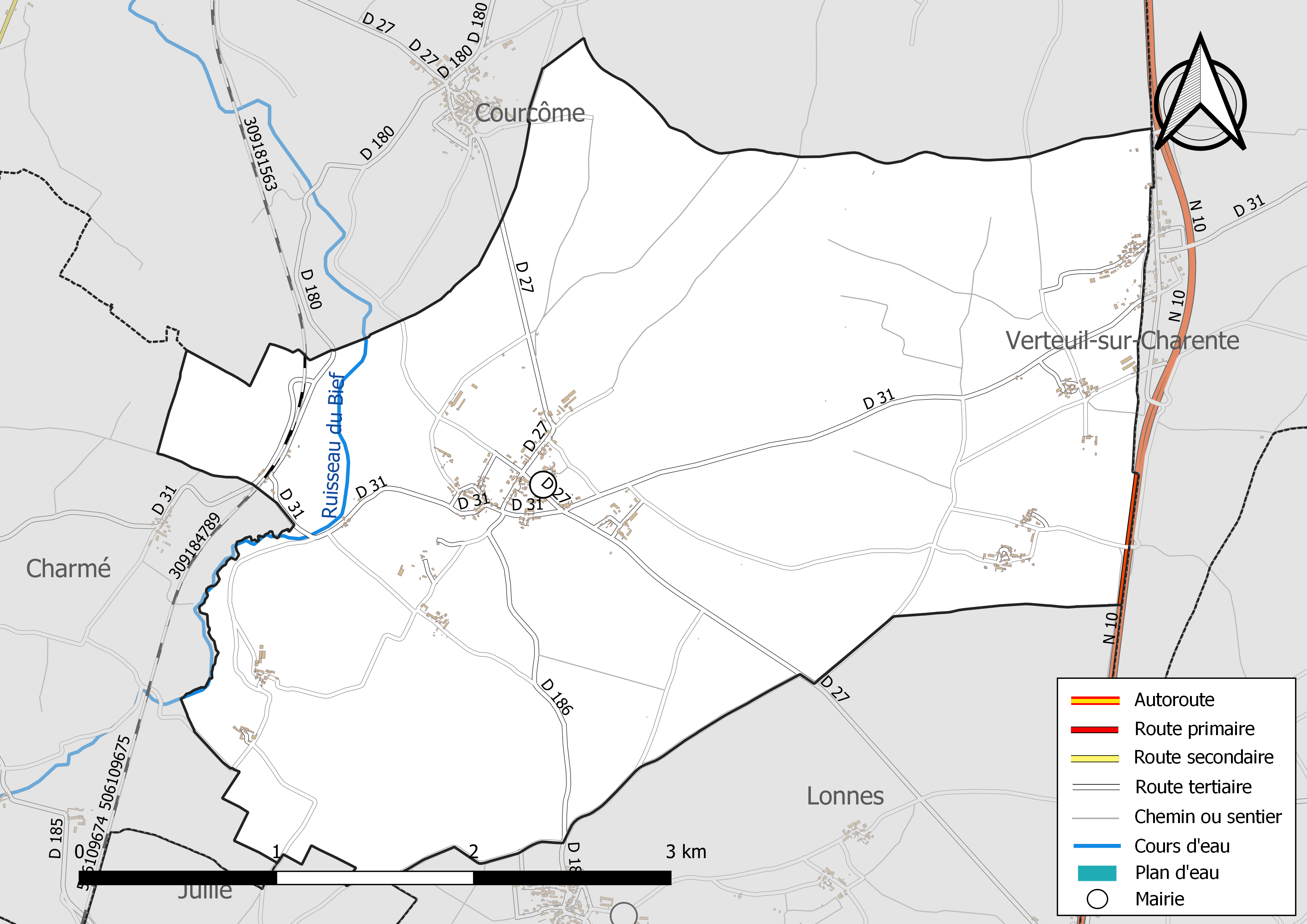
Réseaux hydrographique et routier de Salles-de-Villefagnan.

La commune est située dans le bassin versant de la Charente au sein du Bassin Adour-Garonne. Elle est drainée par le ruisseau du Bief, de,.
Le Bief, ruisseau à sec en été descendant de Courcôme, affluent de la Charente sur sa rive droite à Luxé, arrose l'ouest de la commune.
Au nord-est, près des Nègres, une bassine servant à l'irrigation a été construite entre 2000 et 2010.

#### Gestion des eaux
Le territoire communal est couvert par le schéma d'aménagement et de gestion des eaux (SAGE) « Charente ». Ce document de planification, dont le territoire correspond au bassin de la Charente, d'une superficie de 9 300 km2, a été approuvé le 19 novembre 2019. La structure porteuse de l'élaboration et de la mise en œuvre est l'établissement public territorial de bassin Charente. Il définit sur son territoire les objectifs généraux d’utilisation, de mise en valeur et de protection quantitative et qualitative des ressources en eau superficielle et souterraine, en respect des objectifs de qualité définis dans le troisième SDAGE  du Bassin Adour-Garonne qui couvre la période 2022-2027, approuvé le 10 mars 2022.

### Climat
Comme dans les trois quarts sud et ouest du département, le climat est océanique aquitain.

## Urbanisme

### Typologie
Au 1er janvier 2024, Salles-de-Villefagnan est catégorisée commune rurale à habitat dispersé, selon la nouvelle grille communale de densité à 7 niveaux définie par l'Insee en 2022.
Elle est située hors unité urbaine. Par ailleurs la commune fait partie de l'aire d'attraction de Ruffec, dont elle est une commune de la couronne,. Cette aire, qui regroupe 30 communes, est catégorisée dans les aires de moins de 50 000 habitants,.

### Occupation des sols
L'occupation des sols de la commune, telle qu'elle ressort de la base de données européenne d’occupation biophysique des sols Corine Land Cover (CLC), est marquée par l'importance des territoires agricoles (95,1 % en 2018), une proportion sensiblement équivalente à celle de 1990 (95,4 %). La répartition détaillée en 2018 est la suivante : 
terres arables (77,8 %), zones agricoles hétérogènes (17,3 %), zones urbanisées (3,4 %), forêts (1,6 %). L'évolution de l’occupation des sols de la commune et de ses infrastructures peut être observée sur les différentes représentations cartographiques du territoire : la carte de Cassini (XVIIIe siècle), la carte d'état-major (1820-1866) et les cartes ou photos aériennes de l'IGN pour la période actuelle (1950 à aujourd'hui).

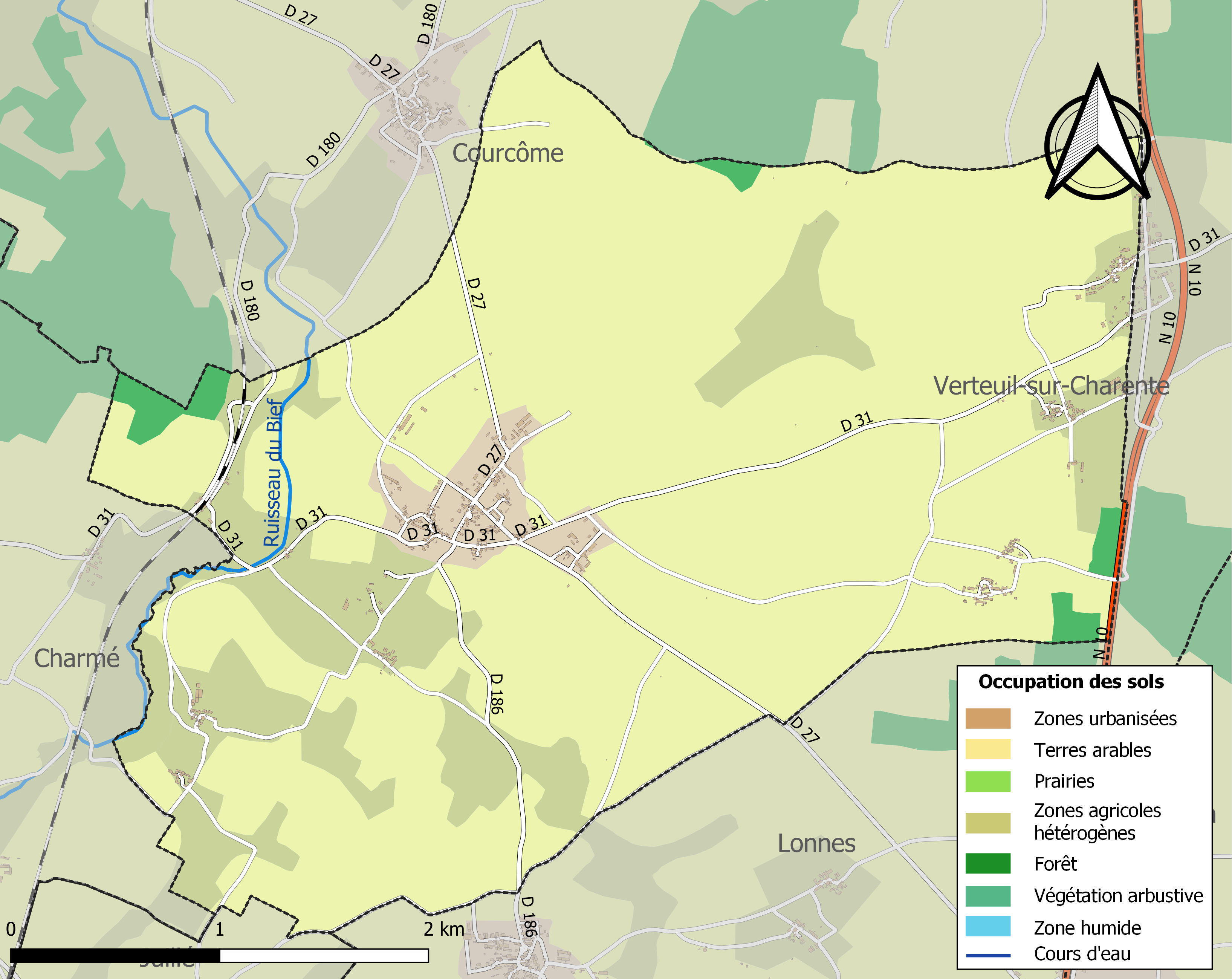
Carte des infrastructures et de l'occupation des sols de la commune en 2018 (CLC).

### Risques majeurs
Le territoire de la commune de Salles-de-Villefagnan est vulnérable à différents aléas naturels : météorologiques (tempête, orage, neige, grand froid, canicule ou sécheresse) et séisme (sismicité modérée). Il est également exposé à un risque technologique,  le transport de matières dangereuses. Un site publié par le BRGM permet d'évaluer simplement et rapidement les risques d'un bien localisé soit par son adresse soit par le numéro de sa parcelle.

#### Risques naturels

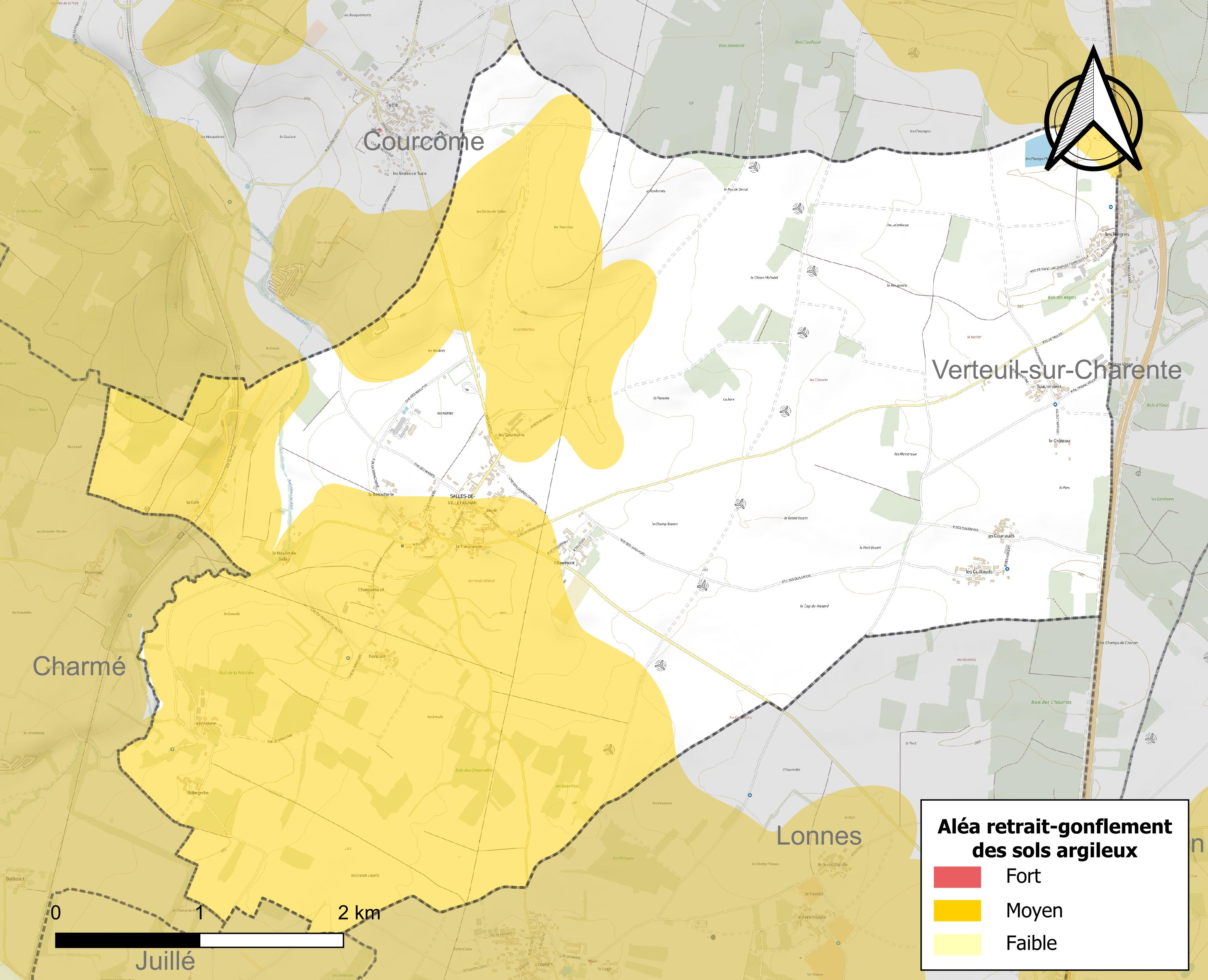
Carte des zones d'aléa retrait-gonflement des sols argileux de Salles-de-Villefagnan.

Le retrait-gonflement des sols argileux est susceptible d'engendrer des dommages importants aux bâtiments en cas d’alternance de périodes de sécheresse et de pluie. 46,2 % de la superficie communale est en aléa moyen ou fort (67,4 % au niveau départemental et 48,5 % au niveau national). Sur les 208 bâtiments dénombrés sur la commune en 2019,  105 sont en aléa moyen ou fort, soit 50 %, à comparer aux 81 % au niveau départemental et 54 % au niveau national. Une cartographie de l'exposition du territoire national au retrait gonflement des sols argileux est disponible sur le site du BRGM,.
Par ailleurs, afin de mieux appréhender le risque d’affaissement de terrain, l'inventaire national des cavités souterraines permet de localiser celles situées sur la commune.
La commune a été reconnue en état de catastrophe naturelle au titre des dommages causés par les inondations et coulées de boue survenues en 1982 et 1999. Concernant les mouvements de terrains, la commune a été reconnue en état de catastrophe naturelle au titre des dommages causés par des mouvements de terrain en 1999.

#### Risques technologiques
Le risque de transport de matières dangereuses sur la commune est lié à sa traversée par une ou des infrastructures routières ou ferroviaires importantes ou la présence d'une canalisation de transport d'hydrocarbures. Un accident se produisant sur de telles infrastructures est susceptible d’avoir des effets graves sur les biens, les personnes ou l'environnement, selon la nature du matériau transporté. Des dispositions d’urbanisme peuvent être préconisées en conséquence.

## Toponymie
Le mot Salles qui a donné son nom à de nombreuses communes du sud de la France (La Salle, Les Salles, Lasalle, Lassalles, Salles, etc.) dériverait du germanique seli, en allemand saal, désignant « chambre, château »,.
La commune a été créée Salles en 1793, nom confirmé en 1801, avant de s'appeler Salles-de-Villefagnan dans la seconde moitié du XIXe siècle afin de ne pas être confondue avec les autres communes du même nom dans le département. Elle était encore dénommée Salles sur la carte d'état-major, au milieu du XIXe siècle.

## Histoire
La Folatière, au sud-ouest du bourg, possédait une pierre levée dont il restait six supports affleurant le sol en 1925.
Trois sites à tegulae sur la commune témoignent d'une occupation à l'époque gallo-romaine. La commune est en effet limitée à l'est par la Chaussade, ancienne voie romaine de Périgueux à Poitiers par Montignac, Mansle, Ruffec et Rom (Deux-Sèvres).
Les plus anciens registres paroissiaux remontent à 1692.
Au Moyen Âge, principalement aux XIIe et XIIIe siècles, Salles-de-Villefagnan se trouvait sur une variante nord-sud de la via Turonensis, itinéraire du pèlerinage de Saint-Jacques-de-Compostelle qui passait par Nanteuil-en-Vallée, Tusson, Saint-Amant-de-Boixe, Angoulême, Mouthiers, Blanzac et Aubeterre.
La paroisse dépendait alors de l'ancien diocèse de Poitiers.
Sous l'Ancien Régime, Salles relevait de l'abbaye de Nanteuil. Le prieuré Saint-Martin dont le prieur était seigneur de Salles dépendait de cette abbaye. Un écusson de 1583 montre que les bâtiments subsistants possèdent une partie datée du XVIe siècle. Depuis la fin du XVIe siècle jusqu'à 1960, ce prieuré était devenu une exploitation agricole.
Au début du XXe siècle, le tiers de la commune était occupé par des prairies artificielles et naturelles, et l'élevage des chevaux était important, le reste étant occupé par l'agriculture.

## Politique et administration

### Liste des maires
| Période                                  | Période  | Identité      | Étiquette | Qualité             |
| ---------------------------------------- | -------- | ------------- | --------- | ------------------- |
| Les données manquantes sont à compléter. |          |               |           |                     |
| 1987                                     | 2008     | André Cailler |           |                     |
| 2008                                     | En cours | Gérard Sorton | SE        | Directeur financier |

### Politique environnementale
Dans son palmarès 2024, le Conseil national de villes et villages fleuris de France a attribué une fleur à la commune.

## Démographie

### Évolution démographique
L'évolution du nombre d'habitants est connue à travers les recensements de la population effectués dans la commune depuis 1793. Pour les communes de moins de 10 000 habitants, une enquête de recensement portant sur toute la population est réalisée tous les cinq ans, les populations de référence des années intermédiaires étant quant à elles estimées par interpolation ou extrapolation. Pour la commune, le premier recensement exhaustif entrant dans le cadre du nouveau dispositif a été réalisé en 2007.

En 2022, la commune comptait 313 habitants, en évolution de −4,86 % par rapport à 2016 (Charente : −0,48 %, France hors Mayotte : +2,11 %).
| 1793 | 1800 | 1806 | 1821 | 1831 | 1841 | 1846 | 1851 | 1856 |
| ---- | ---- | ---- | ---- | ---- | ---- | ---- | ---- | ---- |
| 745  | 770  | 786  | 917  | 928  | 950  | 902  | 877  | 834  |

| 1861 | 1866 | 1872 | 1876 | 1881 | 1886 | 1891 | 1896 | 1901 |
| ---- | ---- | ---- | ---- | ---- | ---- | ---- | ---- | ---- |
| 787  | 748  | 731  | 755  | 725  | 704  | 628  | 620  | 599  |

| 1906 | 1911 | 1921 | 1926 | 1931 | 1936 | 1946 | 1954 | 1962 |
| ---- | ---- | ---- | ---- | ---- | ---- | ---- | ---- | ---- |
| 601  | 603  | 526  | 508  | 498  | 490  | 455  | 487  | 458  |

| 1968 | 1975 | 1982 | 1990 | 1999 | 2006 | 2007 | 2012 | 2017 |
| ---- | ---- | ---- | ---- | ---- | ---- | ---- | ---- | ---- |
| 412  | 368  | 365  | 327  | 325  | 332  | 334  | 348  | 323  |

| 2022 | - | - | - | - | - | - | - | - |
| ---- | - | - | - | - | - | - | - | - |
| 313  | - | - | - | - | - | - | - | - |

### Pyramide des âges
En 2018, le taux de personnes d'un âge inférieur à 30 ans s'élève à 28,4 %, soit en dessous de la moyenne départementale (30,2 %). À l'inverse, le taux de personnes d'âge supérieur à 60 ans est de 29,9 % la même année, alors qu'il est de 32,3 % au niveau départemental.
En 2018, la commune comptait 155 hommes pour 163 femmes, soit un taux de 51,26 % de femmes, légèrement inférieur au taux départemental (51,59 %).
Les pyramides des âges de la commune et du département s'établissent comme suit.
| Hommes | Classe d’âge | Femmes |
| ------ | ------------ | ------ |
| 0,6    | 90 ou +      | 0,6    |
| 9,1    | 75-89 ans    | 9,8    |
| 19,3   | 60-74 ans    | 20,2   |
| 24,3   | 45-59 ans    | 22,4   |
| 18,4   | 30-44 ans    | 18,6   |
| 10,1   | 15-29 ans    | 10,8   |
| 18,1   | 0-14 ans     | 17,7   |

| Hommes | Classe d’âge | Femmes |
| ------ | ------------ | ------ |
| 1      | 90 ou +      | 2,7    |
| 9,2    | 75-89 ans    | 12     |
| 20,6   | 60-74 ans    | 21,3   |
| 20,7   | 45-59 ans    | 20,3   |
| 16,8   | 30-44 ans    | 16     |
| 15,6   | 15-29 ans    | 13,4   |
| 16,1   | 0-14 ans     | 14,3   |

## Équipements, services et vie locale

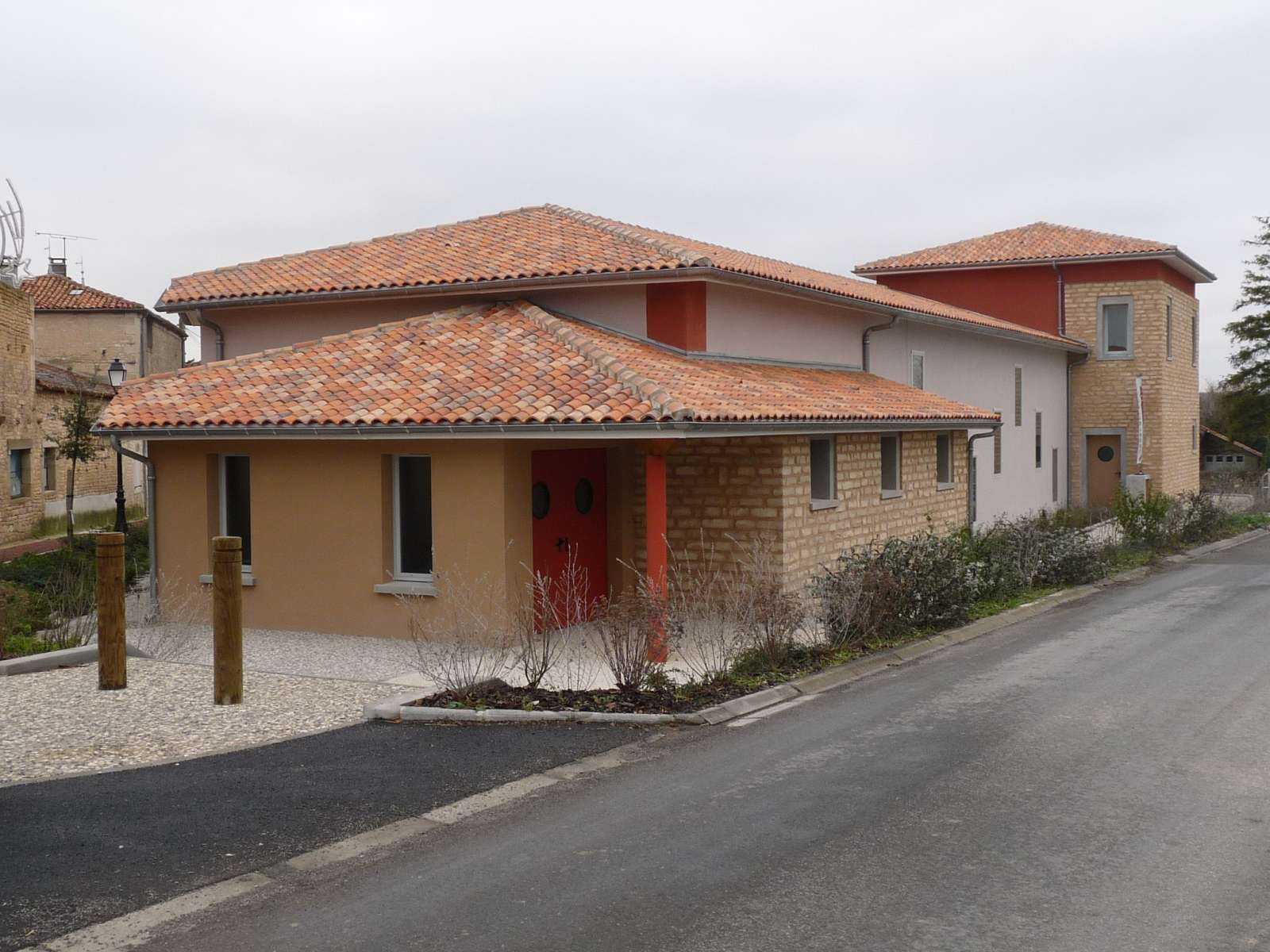
La Salamandre.

Le centre culturel et salle des fêtes "la Salamandre", construit récemment, est situé au centre du bourg.

## Lieux et monuments

### Ancien prieuré
L'ancien prieuré est situé derrière l'église. Le club Marpen l'a acquis en 1995, et en 2010, il était encore en cours de restauration.

L'église et le prieuré
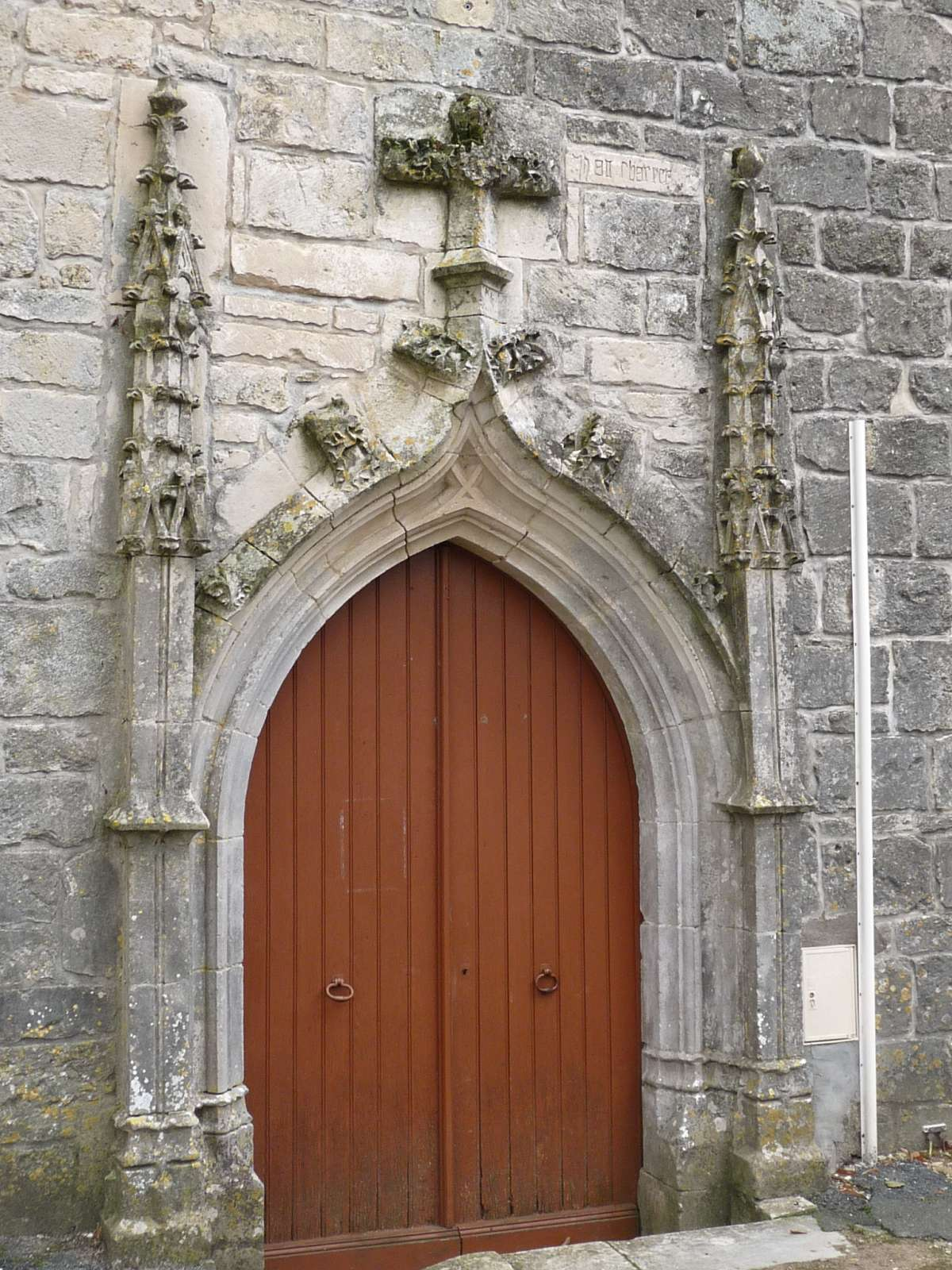
Porte de l'église.
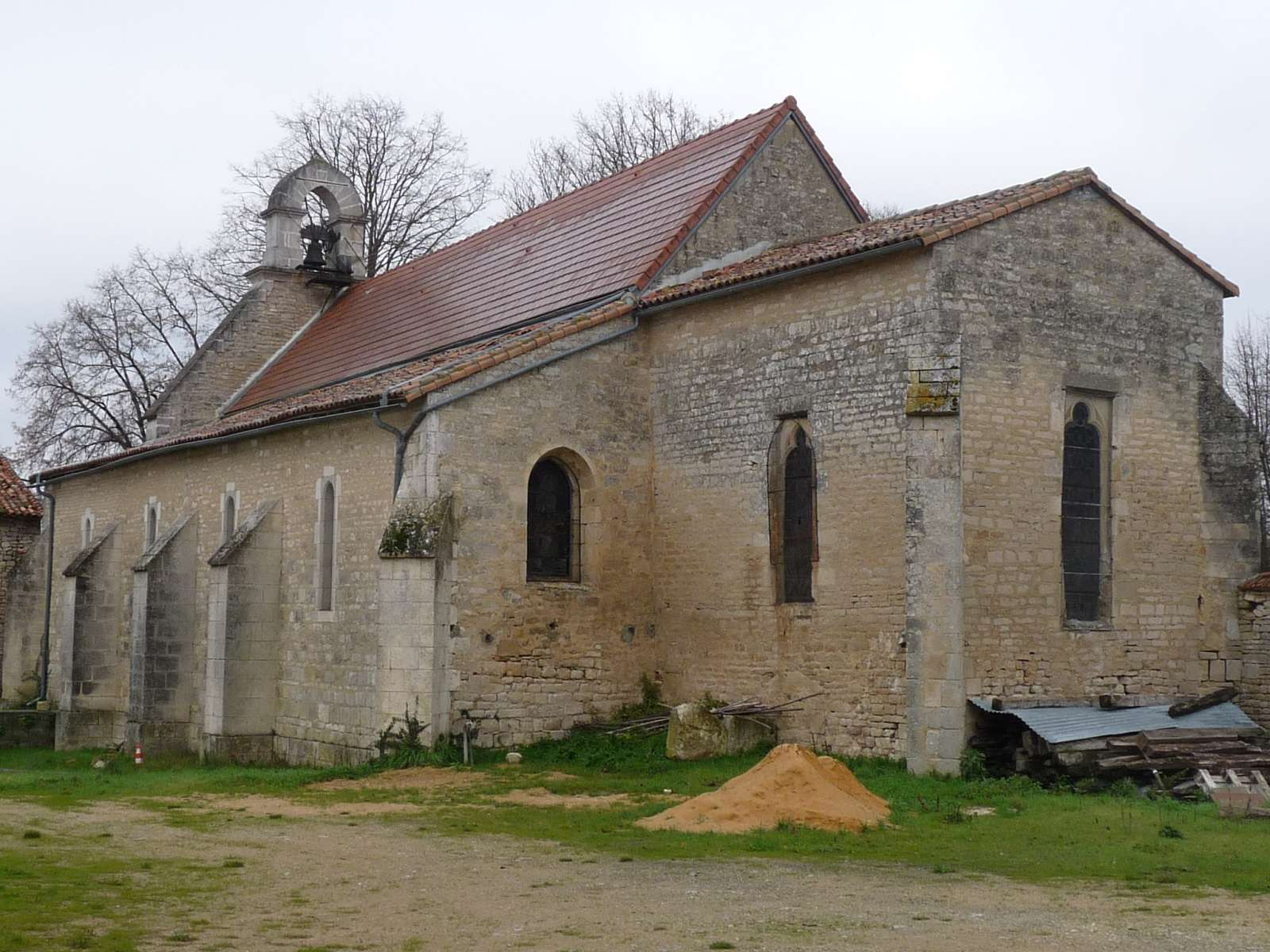
L'église vue de la cour du prieuré.
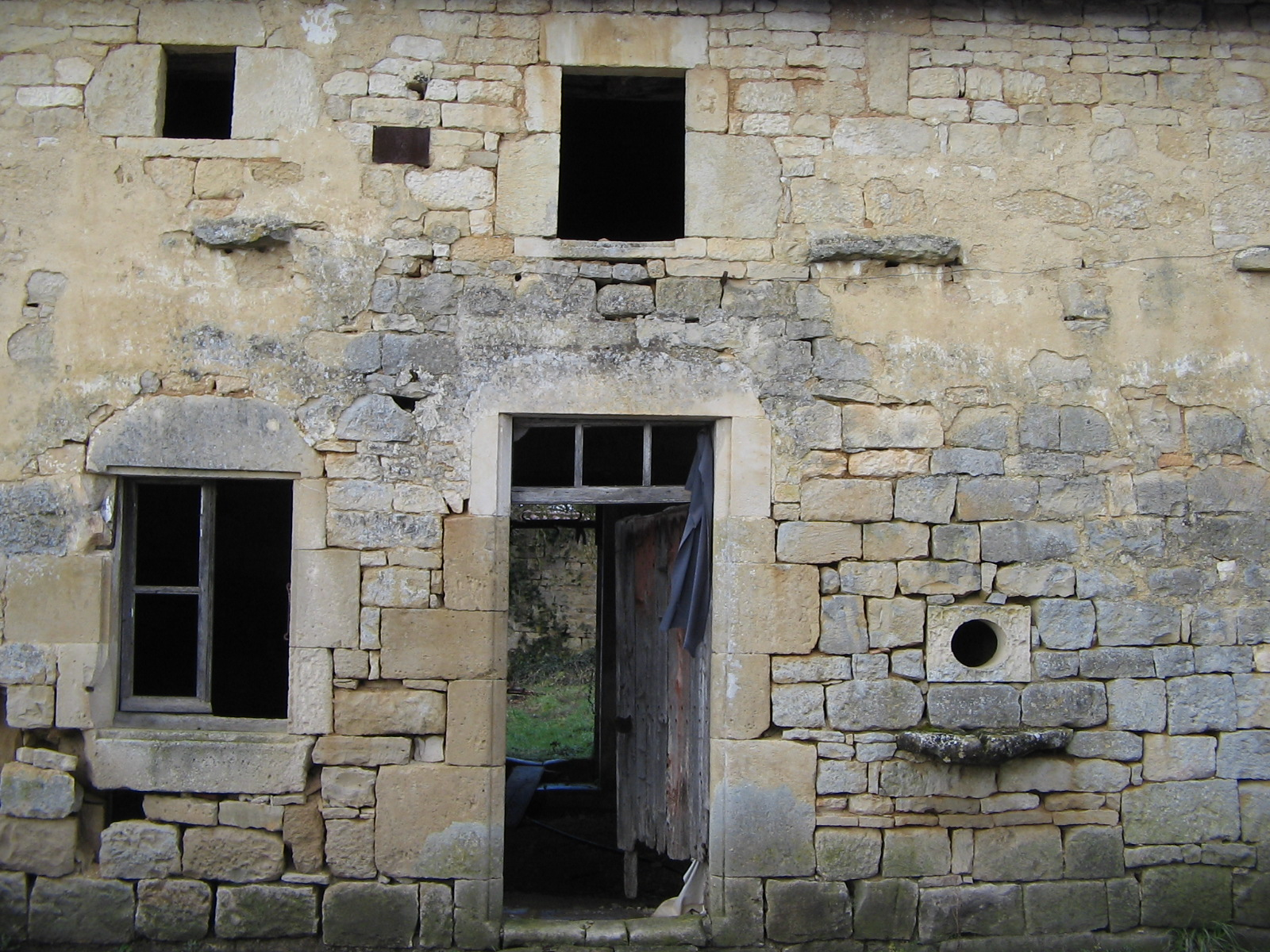
Une partie du prieuré.
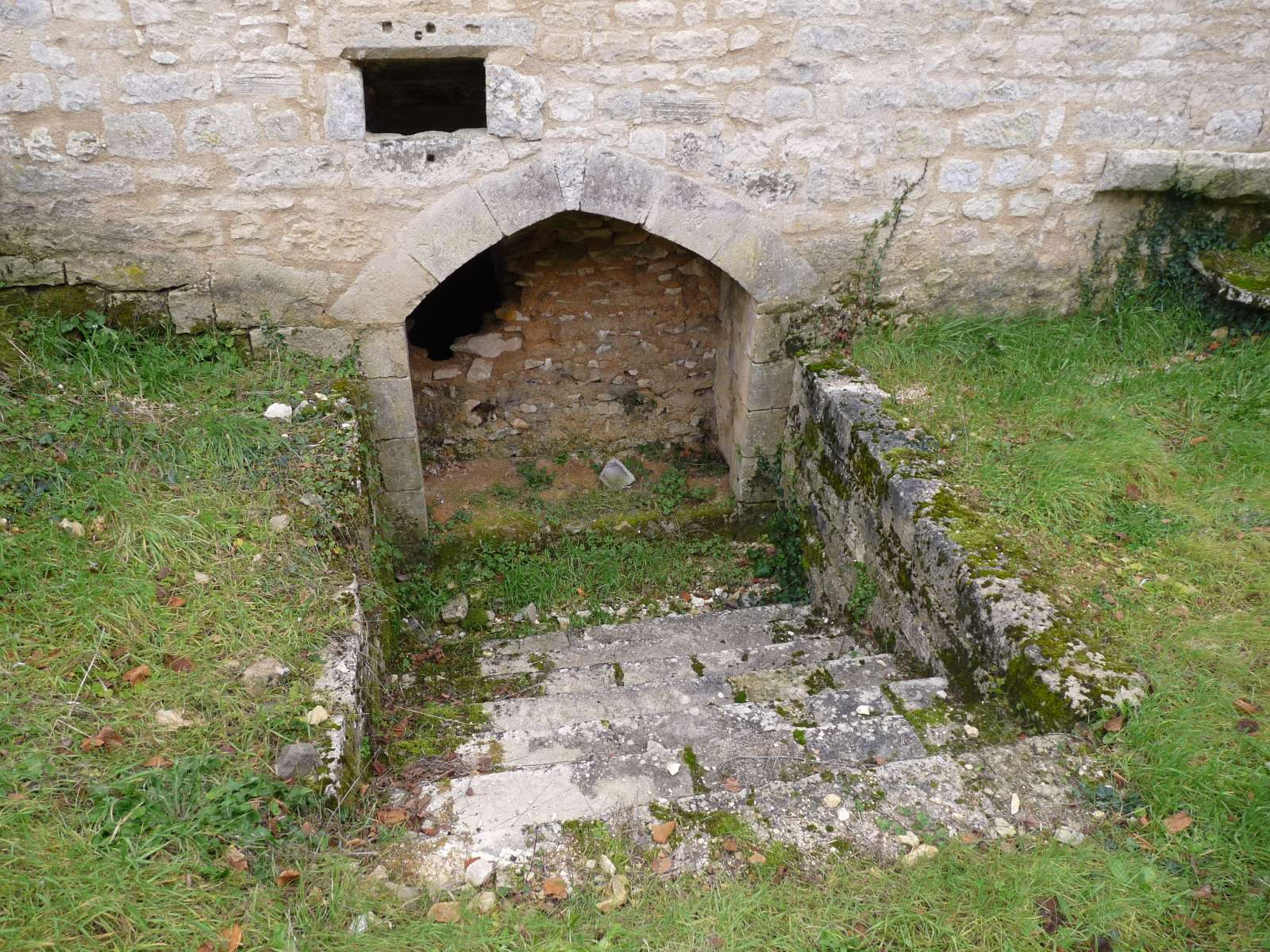
Ancien passage donnant sur la cour.

## Héraldique
| Blason | Blasonnement : D’argent à deux fasces de sable accompagnées de six merlettes du même, ordonnées 3, 2 et 1. Commentaires : Blason de Salles-de-Villefagnan. |